# Chanan Colman
Chanan Safir Colman (in ebraico חנן ספיר קולמן‎?; Gladsaxe, 10 marzo 1984) è un ex cestista danese con cittadinanza israeliana.

## Palmarès

### Squadra
- Campionato finlandese: 2

LrNMKY: 2004-05, 2005-06
- Campionato israeliano: 1

Maccabi Haifa: 2012-13
- Coppa di Finlandia: 2

LrNMKY: 2005, 2006
- Coppa di Israele: 1

Hapoel Holon: 2017-18

### Individuale
- Korisliiga MVP finali: 1

LrNMKY: 2005-06